# Arib de Córdoba
Arib de Córdoba (de nombre completo Arib ibn Sa'id al-Katib al-Qurtubt 
) fue un político e historiador andalusí del siglo X.
Ocupó el cargo de secretario del Califa de Córdoba al-Hakam II y escribió una Crónica de su gobierno.